# In Mind
In Mind je čtvrté studiové album americké rockové skupiny Real Estate. Vydáno bylo 17. března roku 2017 společností Domino Records a jeho producentem byl Cole M. Greif-Neill. Nahráno bylo v Los Angeles. O mastering se postaral Greg Calbi. Jde o první album kapely, které vzniklo po odchodu zakladatele Matta Mondanilea. Toho nahradil Julian Lynch. Autory designu obalu jsou Robert Beatty a Rob Carmichael, zatímco fotografie pořídil Shawn Brackbill.

## Seznam skladeb
1. Darling – 4:20
2. Serve the Song – 3:13
3. Stained Glass – 3:54
4. After the Moon – 4:50
5. Two Arrows – 6:50
6. White Light – 3:14
7. Holding Pattern – 3:46
8. Time – 3:49
9. Diamond Eyes – 2:34
10. Same Sun – 3:17
11. Saturday – 5:04

## Obsazení
- Martin Courtney – zpěv, kytara
- Alex Bleeker – baskytara, zpěv
- Jackson Pollis – bicí, perkuse
- Matt Kallman – klávesy
- Julian Lynch – kytara